# Friedhof Rauchfangswerder
Der Friedhof Rauchfangswerder ist ein  1504 m² großer privater Waldfriedhof im Berliner Ortsteil Schmöckwitz des Bezirks Treptow-Köpenick.

## Geschichte
Der Friedhof wurde 1871 von sechs Bewohnern des Fischerdorfes Rauchfangswerder angelegt. Diese erwarben hierfür vom Forstfiskus ein 900 m² großes Waldstück mit der Auflage, alle unbekannten Toten aus dem Schmöckwitzer Wald und dem Zeuthener See kostenfrei beizusetzen. Von Beginn an bis heute wird der Friedhof privat betrieben.
Seit 1972 finden auf dem Friedhof aus hygienischen Gründen nur noch Urnenbeisetzungen statt, da er in einem Trinkwasserschutzgebiet liegt. Bestattet werden auf dem Friedhof Rauchfangswerder ausschließlich Bewohner der Ortslage Rauchfangswerder. Der Friedhof ist heute einer von nur zwei Friedhöfen in Berlin, die weder dem Land Berlin noch der Kirche gehören.

## Beigesetzte bekannte Persönlichkeiten
- Irmgard Arnold (1919–2014), Opernsängerin
- Heinz Behrens (1932–2022), Schauspieler
- Dean Reed (1938–1986), Schauspieler (1991 umgebettet auf den Green Mountain Cemetery in Boulder, Colorado)

## Belege
1. ↑  Liste Berliner Friedhöfe (PDF; 84 kB) Senatsverwaltung für Stadtentwicklung
2. 1 2  Letzter Halt Rauchfangswerder. In: Berliner Morgenpost, 26. August 2012.
3. 1 2  Ralf Weber leitet den Friedhof von Rauchfangswerder. (Memento des Originals vom 22. März 2014 im Internet Archive)  Info: Der Archivlink wurde automatisch eingesetzt und noch nicht geprüft. Bitte prüfe Original- und Archivlink gemäß Anleitung und entferne dann diesen Hinweis. In: Berliner Woche, 20. März 2014.

Koordinaten: 52° 20′ 46,5″ N, 13° 38′ 43,9″ O